# Tiberij Sempronij Grakh
Tiberij Sempronij Grakh (Tiberius Gracchus Sempronius), rimski politik, * okoli 163 pr. n. št., † 133 pr. n. št.
Tiberij Sempronij je bil brat Gaja Grakha Sempronija. Njegova mati, hči Scipiona starejšega, je bila ena najbolj izobraženih žensk tistega časa. Tudi on je bil deležen vzgoje v grškem duhu. Na vojaškem področju je bil uspešen v vojni proti Kartažanom in v Španiji. Leta 133 je bil izvoljen za tribuna. Takrat je opazil slabljenje rimske države, zaradi propadanja malih kmetov, ki so tvorili osnovo rimske vojske. Zato je izvedel reformo, ki bi razdelila zemljo od veleposestnikov tistim, ki je niso imeli. Senat se je temu seveda uprl, ker bi zato tudi oni sami izgubili zemljo, a je ta upor začasno zatrl tako, da je odstavil tribuna Oktavijana, kateri je tudi nasprotoval njegovim načrtom. Pozneje ga je dal senat umoriti skupaj z 200 njegovimi privrženci.